# A oni dalej grzeszą, dobry Boże!
A oni dalej grzeszą, dobry Boże! (fr. Qu'est-ce qu'on a tous fait au Bon Dieu ?) – francuski film komediowy z 2021 roku w reżyserii Philippe’a de Chauverona, stanowiący trzecią część filmu Za jakie grzechy, dobry Boże? (2014).

## Fabuła
Film kontynuuje historię rodziny dwojga konserwatywnych, burżuazyjnych francuskich katolików, których cztery córki są zamężne z mężczyznami o odmiennych korzeniach i wyznaniach – sefardyjskim żydem, muzułmaninem z Algierii, Chińczykiem oraz czarnoskórym katolikiem pochodzącym z Wybrzeża Kości Słoniowej. Po przekonaniu zięciów, aby wraz córkami osiedlili się w ich miasteczku, bohaterowie udają się z wizytą do Chin, Algierii, Izraela i Wybrzeża Kości Słoniowej. Z okazji zbliżającej się czterdziestej rocznicy ślubu córki postanawiają zorganizować uroczystość i zaprosić wszystkich teściów.

## Obsada
- Christian Clavier jako Claude Verneuil – ojciec czterech córek, mąż Marie, emerytowany notariusz, burżuazyjny katolik i gaullista
- Chantal Lauby jako Marie Verneuil – matka czterech córek, żona Claude’a
- Ary Abittan jako David Maurice Isaac Benichou – żyd sefardyjski, mąż Odile, niefrasobliwy biznesmen z aspiracjami
- Medi Sadoun jako Rachid Abdul Mohammed Benassem – algierski muzułmanin, mąż Isabelle, adwokat
- Frédéric Chau jako Chao Pierre Paul Ling – Chińczyk, mąż Ségolène, bankier
- Noom Diawara jako Charles Koffi – Iworyjczyk, mąż  Laure, aktor teatralny
- Frédérique Bel jako Isabelle Suzanne Marie Verneuil-Benassem – pierwsza córka Marie i Claude’a, adwokat
- Alice David jako Odile Huguette Marie Verneuil-Benichou – druga córka Marie i Claude’a, dentystka
- Émilie Caen jako Ségolène Chantal Marie Verneuil-Ling – trzecia córka Marie i Claude’a, wrażliwa malarka tworząca przerażające obrazy bez powodzenia artystycznego
- Élodie Fontan jako Laure Evangeline Marie Verneuil-Koffi – czwarta córka Marie i Claude’a, zatrudniona w dziale prawnym kanału LCI
- Pascal N’Zonzi jako André Koffi – ojciec Charlesa, emerytowany wojskowy
- Salimata Kamaté jako Madeleine Koffi – matka Charlesa
- Tatiana Rojo jako Viviane Koffi – siostra Charlesa
- Daniel Russo jako Isaac Benichou – ojciec Davida
- Nanou Garcia jako Sarah Benichou – matka Davida
- Abbes Zahmani jako Mohamed Benassem – ojciec Rachida
- Farida Ouchani jako Moktaria Benassem – matka Rachida
- Bing Yin jako Dong Ling – ojciec Chao
- Li Heling jako Xhu Ling – matka Chao
- Jochen Hägele jako Helmut Schäffer – majętny kolekcjoner obrazów rozkochany w Marie
- Loïc Legendre jako młody proboszcz z Chinon

## Produkcja
Zdjęcia kręcono w Chinon, w Saumur, w Meudon, w Langeais (Pont de Langeais), w Chambord (na zamku) i w Orgeval.

## Ciekawostki
W wersji filmu dla widowni niemieckojęzycznej postać Helmuta Schäffera jest dubbingowana w języku niemieckim przez grającego ją aktora, Jochena Hägele, który specjalizuje się również w dubbingu w języku francuskim.